# Please... sieng riek winyarn
Please... sieng riek winyarn (Please…เสียงเรียกวิญญาณ) è una serie televisiva thailandese pubblicata su Line TV dal 28 luglio al 1º settembre 2017.

## Trama
Win e i suoi amici si imbattono in eventi sovrannaturali mentre investigano su di uno strano caso di omicidio.

## Personaggi e interpreti

### Principali
- Win, interpretato da Wachirawit Ruangwiwat "Chimon".
- Tle, interpretato da Putthipong Assarattanakul "Billkin".
- Datat, interpretato da Tytan Teepprasan.
- Lookmo, interpretato da Vitchapol Somkid "Nice".

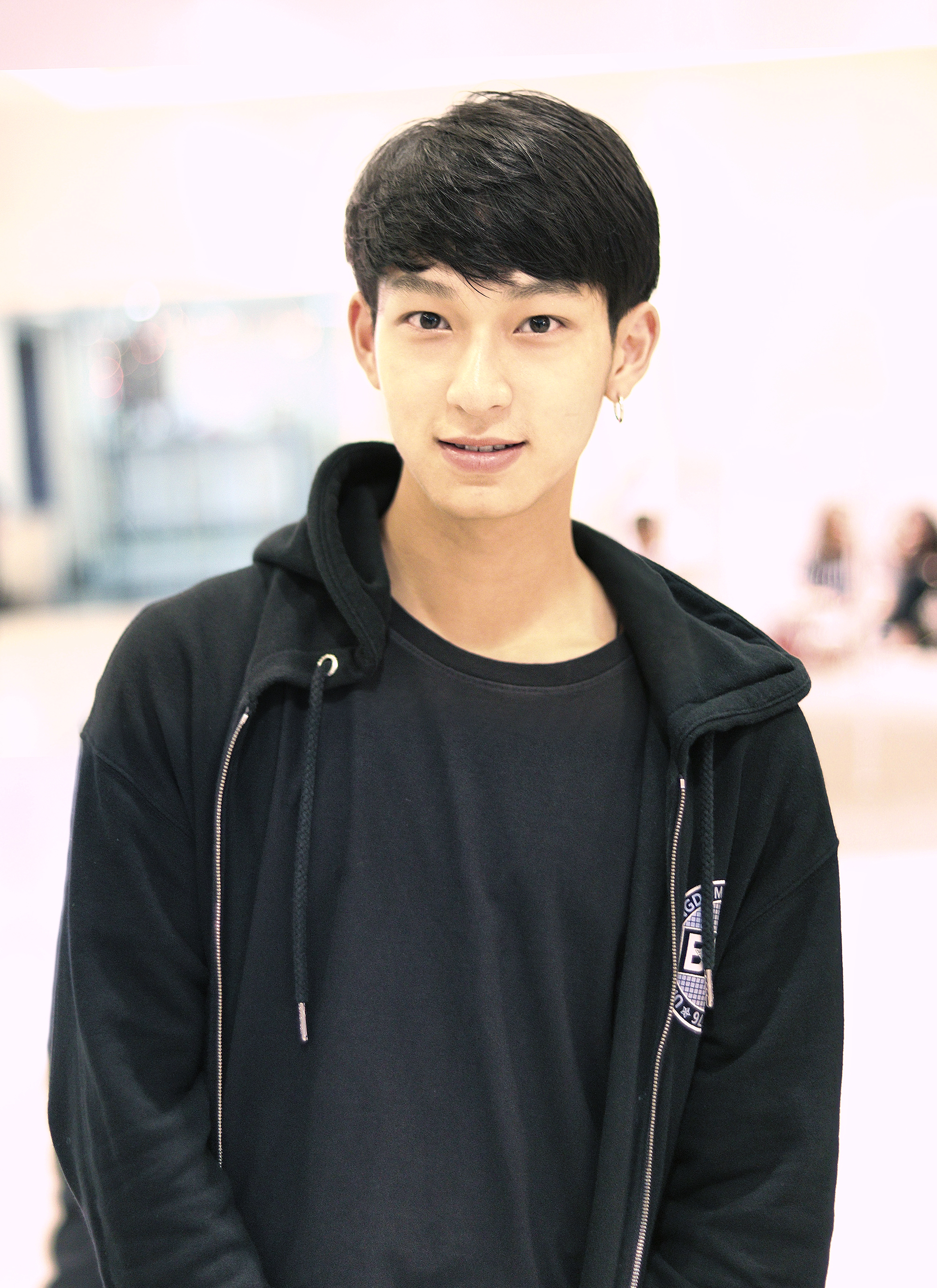
Wachirawit Ruangwiwat

### Ricorrenti
- Payu, interpretato da Surat Permpoonsavat "Soodyacht".
- Bom, interpretato da Monnat Panchaipon "Nammon".
- Faa, interpretato da Chotritud Wannaworrawit "Year".
- Mild, interpretata da Ravintera Phanphatthana "Ploynoii".
- Namwan, interpretata da Mudchima Pluempitiviriyavaj "Bua".
- Be, interpretato da Siwat Jumlongkul "Mark".
- Bleach, interpretato da Tanapon Sukhumpantanasan "Perth".
- Purim Rattanaruangwattana "Pleum".
- Pasakorn Sanrattana "Oat".

## Episodi
| Stagione       | Episodi | Pubblicazione |
| -------------- | ------- | ------------- |
| Prima stagione | 6       | 2017          |